# A Channel
A Channel (яп. Aチャンネル Эй тяннэру) — манга-ёнкома японского автора под псевдонимом bb Kuroda (яп. 黒田bb курода би:би). Выходит в сэйнэн-журнале Manga Time Kirara Carat издательства Houbunsha с 28 октября 2008 года. В апреле-июне 2011 года прошла трансляция адаптированного аниме-сериала. Компанией-создателем является Studio Gokumi. Открывающую музыкальную композицию «Morning Arch» исполнила Марина Кавано, закрывающую «Humming Girl» (яп. ハミングガール Хамингу га:ру, «Мурлычущая девушка») — Аой Юки, Каори Фукухара, Минако Котобуки и Юми Утияма.

## Сюжет
История рассказывает о школьной жизни четырёх девушек-подружек.

## Персонажи
- Рун (яп. るん)

Сэйю: Каори Фукухара
Второклассница старшей школы. Блондинка. Из-за чубчика на макушке напоминает попугая. Часто не высыпается и из-за этого очень рассеяна. Может легко заснуть на уроке. Пользуется большой популярностью среди парней, что вызывает удивление у её одноклассниц.
- Тору (яп. トオル То:ру)

Сэйю: Аой Юки
Первоклассница старшей школы. Была переведена из другой школы. Ревнует Юко и Наги к Рун. Носит фиолетовый свитер с длинными рукавами, из-за которых не видно её рук и биту. Часто пытается казаться взрослее. Очень любит сладкое и может почуять его запах, где бы оно ни было.
- Юко (яп. ユー子 Ю:ко)

Сэйю: Минако Котобуки
Второклассница старшей школы. Боится призраков. Все считают её пропорции идеальными. Наги даже завидует Юко из-за того, что девушка никогда не полнеет.
- Наги (яп. ナギ)

Сэйю: Юми Утияма
Второклассница старшей школы. Интеллигентна и часто делает замечания своим друзьям. Очень беспокоится о своей фигуре и постоянно садится на диеты.
- Ютака (яп. ユタカ)

Сэйю: Ай Матаёси
Первоклассница старшей школы. Одноклассница Тору, постоянно пытается с ней сдружиться к неудовольствию самой девушки.
- Михо (яп. ミホ)

Сэйю: Момоко Сайто
Первоклассница старшей школы, подруга и одноклассница Ютаки.
- Кито (яп. 鬼頭先生 Кито:-сэнсэй)

Сэйю: Минори Тихара
Преподаватель. Часто спорит с Сато-сэнсэем.
- Сато (яп. 佐藤先生 Сато:-сэнсэй)

Сэйю: Дайсукэ Оно
Школьный учитель, преподаватель здорового образа жизни. Сам постоянно болеет. Считает лоб Рун привлекательным и всегда оказывается с ней в одних и тех же местах. Носит рубашку в цветочек и белый халат, что вызывает недовольство Камадэ-сэнсэй.
- Камадэ (яп. 鎌手先生 Камадэ-сэнсэй)

Сэйю: Миюки Савасиро
Классная руководительница Рун, Юко и Наги.

## Список серий
| № серии | Название серии | Трансляция в Японии |
| ------- | --- | ------------------- |
| 1       | Love - An April Day «Suki - An April Day» (好き - An April Day)                                                                  | 8 апреля 2011       |
| 2       | A Bath on a Rainy Day - As rain fell «Ame no Hi wa Ofuro - As rain fell» (雨の日はお風呂 - As rain fell)                         | 15 апреля 2011      |
| 3       | Classmates - All good to go «Dōkyūsei - All good to go» (同級生 - All good to go)                                                | 22 апреля 2011      |
| 4       | Kilogram - Attention to your weight «Kiroguramu - Attention to your weight» (きろぐらむ - Attention to your weight)              | 29 апреля 2011      |
| 5       | Sea - An ocean far away «Umi - An ocean far away» (海 - An ocean far away)                                                       | 6 мая 2011          |
| 6       | A Midsummer Night's... - A school in summer «Manatsu no Yoru no... - A school in summer» (真夏の夜の・・・ - A school in summer) | 13 мая 2011         |
| 7       | Summer Festival - August's End «Natsu Matsuri - August's end» (夏祭り - August's end)                                            | 20 мая 2011         |
| 8       | New Term - Abnormal circumstance «Shin Gakki - Abnormal circumstance» (新学期 - Abnormal circumstance)                           | 27 мая 2011         |
| 9       | Present - Abstract art «Purezento - Abstract art» (プレゼント - Abstract art)                                                    | 3 июня 2011         |
| 10      | Fizzy - Act up «Tansan - Act up» (炭酸 - Act up)                                                                                 | 10 июня 2011        |
| 11      | Birthday - Allow me «Tanjōbi - Allow me» (たんじょうび - Allow me)                                                               | 17 июня 2011        |
| 12      | Alien - Anytime «Uchūjin - Anytime» (宇宙人 - Anytime)                                                                           | 24 июня 2011        |

### Мини-эпизоды
| № серии | Название серии                   | Дата выхода  |
| ------- | -------------------------------- | ------------ |
| 1       | Uniform «Seifuku» (制服)         | 25 мая 2011  |
| 2       | Noooo! «Iyaya» (いやや)          | 25 мая 2011  |
| 3       | Participation «Sanka» (参加)     | 22 июня 2011 |
| 4       | Right now «Ima shita» (いました) | 22 июня 2011 |